# Хабрий
Хабрий (на старогръцки: Χαβρίας, Chabrias, † 357 пр.н.е.) е знаменит гръцки пълководец от Атина през 4 век пр.н.е.
Ученик на Платон, известно време е стратег на Атина, служи и при египетските фараони. Бие се както против Спарта, така и против Персийската империя. Заради големите му победи в Атина му построяват паметник.
През 374 пр.н.е. Хабрий печели с четириконна колесница в Питийските игри в Делфи. Случилото се на тържеството за победата в Атина около хетерата Неяра става след 30 години по-късно част на процес.
Участва през 390-388 пр.н.е. в Коринтска война при атинския генерал Трасибул. В началото на 389 пр.н.е. сменя Ификрат като генерал на Пелопонес.
През 387 пр.н.е. отива с атинска войска от 800 пелтасти в Кипър, за да помогне на кипърския цар Евагор I. На Егина побеждава, заедно с хоплитите с командир Демайнет, Спарта. През 386 пр.н.е. Кипър е под персийско владение и отива на служба при египетския фараон Хакор и защитава успешно Египет от Персия. През 380 пр.н.е. е извикан обратно в Атина. В 379-377 пр.н.е. се бие успешно против Спарта и побеждава цар Агезилай II при Тива.
От 369 пр.н.е. се бие успешно против Тива. През 366 пр.н.е. е съден за издателство за Тива, но е намерен за невинен. След края на процеса отива да служи като флотски командир в Египет (361-360) против Персия. След свалянето на египетския фараон се връща през 359 пр.н.е. обратно в Атина.
След 2 години участва като атински флотски командир в Съюзническата война (357-355 пр.н.е.) и е убит в битка при Хиос през 357 пр.н.е.